# The Powerless Rise
The Powerless Rise es el quinto álbum de estudio de la banda de metalcore As I Lay Dying. El álbum salió a la venta el 11 de mayo de 2010 bajo el sello de Metal Blade Records. The Powerless Rise debutó en el # 10 en el Billboard 200 con ventas de 38.000.

## Escritura y grabación
As I Lay Dying comenzó a escribir canciones de The Powerless Rise a mediados de 2009 tras dos años de gira para el álbum del 2007 An Ocean Between Us. A finales de septiembre, el grupo había terminado de 6 a 7 canciones y estaba programado para entrar en el estudio el 17 de octubre de 2009, donde continuarían escribiendo nuevas canciones. Esto en contraste con los anteriores discos de As I Lay Dying que habían sido escrito en el transcurso de pocos meses.
The Powerless Rise fue producido por el guitarrista de Killswitch Engage, Adam Dutkiewicz y Daniel Castelman. Adam Dutkiewicz también produjo el álbum An Ocean Between Us. De acuerdo al guitarrista Phil Sgrosso, Dutkiewicz fue escogido sobre otros diez productores con los que la banda había hablado al "darse cuenta de que Adam es quien mejor entiende nuestro sonido." 

## Lista de canciones
1. "Beyond Our Suffering" – 2:50
2. "Anodyne Sea" – 4:35
3. "Without Conclusion" – 3:15
4. "Parallels" – 4:57
5. "The Plague" – 3:42
6. "Anger And Apathy" – 4:26
7. "Condemned" – 2:50
8. "Upside Down Kingdom" – 4:00
9. "Vacancy" – 4:27
10. "The Only Constant Is Change" – 4:08
11. "The Blinding of False Light" – 5:05

## Videos musicales
El video musical para el sencillo "Parallels" fue lanzado el 14 de junio. Presentaba tomas de la banda tocando, y una historia que no se deriva del significado de la canción.
El "Anodyne Sea" de vídeo fue lanzado el 18 de enero de 2011. Se ha reconocido como su vídeo más significativa por el momento.